# Ulcerul Buruli
Ulcerul Buruli (denumit și ulcerul Bairnsdale, ulcerul Searle, sau ulcerul Daintree) este o boală infecțioasă cauzată de Mycobacterium ulcerans. Stadiul incipient al infecției este caracterizat de un nodul sau zonă umflată nedureroasă. Acest nodul se poate dezvolta într-un ulcer. Ulcerul poate avea dimensiuni interne mai mari decât dimensiunea sa la suprafața pielii, și poate fi înconjurat de o umflătură. Pe măsura avansării bolii, infecția poate ataca oasele. Ulcerul buruli afectează în general mâinile sau picioarele; febra nu este caracteristică.

## Cauze
M. ulcerans elimină o toxină numită micolacton, ce slăbește activitatea sistemului imun și cauzează moartea țesutului. Bacteriile din aceeași familie sunt cauza tuberculozei și leprei (M. tuberculoza și M. leprae, respectiv). Nu se cunoaște modul de transmitere a bolii. Sursele de apă pot juca un rol în răspândirea acesteia. Până în 2013 încă nu s-a realizat un vaccin eficient.

## Tratament
În tratamentul precoce, antibioticile prezcrise timp de opt săptămâni ajută în 80% din cazuri. Tratamentul adesea include medicamente ca rifampicină și streptomicină. Claritromcina sau moxifloxacina înlocuiesc uneori streptomicina. Alte tratamente includ îndepărtarea chirurgicală a ulcerului. După tratarea infecției rămâne, de obicei, un semn în locul tratat.

## Epidemiologie
Ulcerele Buruli se întâlnesc de cele mai multe ori în zone rurale Africa subsahariană în special în Coasta de Fildeș, dar este întâlnită și în Asia, Pacificul de Vest și America. S-au întâlnit cazuri în peste 32 de țări. În fiecare an apar circa cinci sau șase mii de cazuri. În afară de oameni, boala se întâlnește și la anumite animale. Albert Ruskin Cook a fost primul care a descris ulcerul Buruli în 1897.